# Rosa Bartra
Rosa María Bartra Barriga (Huamachuco, 20 de diciembre de 1973) es una abogada, política y química farmacéutica peruana que se desempeñó como regidora distrital de Nuevo Chimbote de 2006 a 2010 y como congresista por La Libertad de 2016 a 2020. Postuló para el cargo de parlamentaria en las elecciones de 2016 junto al partido fujimorista Fuerza Popular con éxito y en las elecciones de 2020 con Solidaridad Nacional no obteniendo el escaño, siendo invitada por estas dos organizaciones políticas en ambas oportunidades.

## Primeros años, familia y estudios
Rosa María Bartra Barriga nació el 20 de diciembre de 1973 en el distrito de Huamachuco de la ciudad homónima en el departamento de La Libertad del Perú. Se formó en una familia de izquierda política, siendo su padre excandidato por el Partido Comunista Patria Roja. Además tiene una hermana, Tania. Realizó sus estudios primarios y secundarios en el Colegio Nacional San Nicolás de su ciudad natal de 1978 a 1989, en donde como activista, a los 13 años protagonizó la toma de esta y una pequeña revuelta en la Plaza de Armas como protesta contra la gestión de Alan García durante la época del terrorismo en Perú.
En 1991 llegó a la capital liberteña donde estudió farmacia y bioquímica en la Universidad Nacional de Trujillo, tras finalizar la carrera en 1996 recibió un bachiller. Tres años más tarde en 1999, estudió derecho y ciencias políticas en la Universidad San Pedro de la ciudad de Chimbote, en el cual obtuvo otro bachiller en derecho.
Ha realizado estudios de Derecho de Minería y Medio Ambiente en la Universidad Peruana de Ciencias Aplicadas y de Gerencia Social en la Pontificia Universidad Católica del Perú.  
Se desempeñó como docente en el Instituto Superior Eleazar Guzmán Barrón en Huaraz. 
Fue Gerente de Gestión Ambiental de la Municipalidad Provincial de Santa en el Departamento de Áncash.

## Congresista (2016-2019)
En las elecciones generales del Perú de 2016 fue elegida Congresista por Fuerza Popular representando a La Libertad para el periodo 2016-2021. 
El 26 de julio de 2016 fue elegida como Primera vicepresidenta del Congreso para el periodo 2016-2017 en la Mesa Directiva presidida por Luz Salgado obteniendo el respaldo de 87 legisladores.
Fue miembro titular de la Comisión de Salud. También fue accesitaria de la Comisión de Pueblos Andinos, Amazónicos y Afroperuanos, Ambiente y Ecología, de la Comisión de Educación y de la Comisión de Constitución.

### Polémica por la Comisión Lava Jato
Asumió en abril de 2017, el cargo de presidenta de la comisión Lava Jato, encargada de investigar en el Congreso, los pagos de coimas de diversas empresas, entre ellas la brasileña Odebrecht, a políticos y funcionarios del estado. Luego de 6 meses de investigación, la comisión exponía en sus conclusiones que Odebrecht desfalcó por más de 3 mil millones de dólares al estado peruano, con la implicancia de los expresidentes Alejandro Toledo, Ollanta Humala y Pedro Pablo Kuczynski, sin embargo, el informe no incluyó al expresidente Alan García, pese a que fue gestor de la línea 1 del Metro de Lima y tuvo 15 reuniones con el superintendente de Odebrecht en Perú. Bartra fue ampliamente criticada por diversas facciones políticas que la acusaban de blindar a García. Ella rechazó tales aseveraciones. 20 días después, un informe periodístico independiente, reveló que Alan García recibió el pago de 100 mil dólares de la constructora y en octubre de 2019, el secretario personal de García, Luis Nava, confirmó que el expresidente recibió más de US$ 500.000. Cabe recordar que la lideresa de Fuerza Popular, Keiko Fujimori, en prisión preventiva por obstrucción a las investigaciones del caso Odebrecht, tampoco fue investigada por Bartra. Se le exoneró argumentando que nunca fue gobierno.
El 30 de septiembre de 2019 su cargo parlamentario llegó a su fin tras la disolución del Congreso decretado por el expresidente Martín Vizcarra.
En las elecciones generales del Perú de 2016 postuló al Congreso con el fin de completar el periodo constitucional del disuelto congreso, se presentó como candidata con el número 1 por Solidaridad Nacional que obtuvo 1.4% de los votos, muy por debajo de lo señalado por ley por lo que el partido no pudo llevar ningún representante al congreso. Una de las causas de tan baja votación se atribuye a la inclusión de Bartra, que era un personaje político ampliamente rechazado.

## Posturas políticas
Bartra propuso iniciativas conservadoras a favor del «enfoque de familia» dentro de las políticas públicas. También señaló en una de sus campañas políticas que se identifica como «antipática» para los comunistas.